# Sommer-Paralympics 2008/Teilnehmer (Neuseeland)
| stlisierte Goldmedaille | stlisierte Silbermedaille | stlisierte Bronzemedaille |
| ----------------------- | ------------------------- | ------------------------- |
| 5                       | 3                         | 4                         |

Neuseeland nahm mit 30 Athleten in sieben Sportarten an den Sommer-Paralympics 2008 im chinesischen Peking teil. Neben den Athleten begleiteten weitere neun Personen, darunter Trainer, Ärzte und Betreuer die Mannschaft.
Fahnenträger beim Einzug der Mannschaft war der Rollstuhlrugby-Spieler Sholto Taylor.

## Medaillen

### Medaillenspiegel
| Medaillenspiegel Neuseeland |                |                              |                           |                           |        |
| Platz                       | Sportart       | Goldmedaille – Olympiasieger | Silbermedaille – 2. Platz | Bronzemedaille – 3. Platz | Gesamt |
| 1                           | Radsport       | 1                            | -                         | -                         | 1      |
| 2                           | Schwimmen      | -                            | 1                         | -                         | 1      |
| 2                           | Leichtathletik | -                            | 1                         | -                         | 1      |
| Total                       | Total          | 1                            | 2                         | 0                         | 3      |

### Medaillengewinner

#### Gold
| Name            | Sportart | Wettkampf               |
| --------------- | -------- | ----------------------- |
| Paula Tesoriero | Radsport | 500 m Zeitfahren Frauen |

#### Silber
| Name          | Sportart       | Wettkampf                  |
| ------------- | -------------- | -------------------------- |
| Sophie Pascoe | Schwimmen      | 100 m Schmetterling Frauen |
| Kate Horan    | Leichtathletik | 200 m Frauen               |

## Teilnehmer nach Sportart

### Boccia
Frauen
- Kerri Bonner
- Amanda Slade

Männer
- Henderikus Dijkstra
- Greig Jackson
- Jeremy Morriss
- Liam Sanders
- Maurice Toon

### Leichtathletik
Frauen
- Jessica Hamill
- Kate Horan (200 m Frauen: Silber )

Männer
- Terry Faleva'ai
- Tim Prendergast
- Matt Slade

### Powerlifting (Bankdrücken)
Männer
- George Taamaru

### Radsport
Frauen
- Annemarie Donaldson
- Annaliisa Farrell
- Jayne Parsons
- Paula Tesoriero (500 m Zeitfahren Frauen: Gold )
- Fiona Southorn

### Rollstuhlrugby
Männer
- Dan Buckingham
- Tim Johnson
- David Klinkhamer
- Curtis Palmer
- Sholto Taylor
- Gerry Tinker
- Jai Waite
- Adam Wakeford

### Schießen
Männer
- Michael Johnson

### Schwimmen
Frauen
- Sophie Pascoe (100 m Schmetterling Frauen: Silber )

Männer
- Cameron Leslie
- Daniel Sharp